# Pittsburgh Penguins
Pittsburgh Penguins er et professionelt ishockeyhold der spiller i den bedste nordamerikanske række NHL. Klubben spiller sine hjemmekampe i PPG Paints Arena i Pittsburgh, Pennsylvania. Klubben har vundet Stanley Cuppen 5 gange. De to første gange var i 1991 og 1992, hvor klubben var anført af spillere som Mario Lemieux, Jaromir Jagr, Kevin Stevens, Paul Coffey og med Tom Barrasso i målet. Den fjerde og sidste Stanley Cup sejr var i 2017, og med Sidney Crosby i spidsen vandt Pittsburgh Penguins 4-2 i finaleserien over Nashville Predators.
Efter længere tids uvished blev det d. 13. marts 2007 offentliggjort at klubben havde lavet en aftale med Pittsburghs bystyre, der sikrede at klubben blev i Pittsburgh de næste 30 år. Det stod dermed også klart at der ville blive bygget en ny arena
som erstatning for Mellon Arena, der på det tidspunkt var den ældste arena i brug i NHL.
Mellon Arena var i brug indtil den nye Consol Energy Center (PPG Paints Arena, 2016-) stod færdig d. 18. august 2010.

## Talentfabrik
Klubben har som følge af flere års dårlige resultater med deraf følgende høje draft-valg været i stand til at sikre sig nogle af sportens allerstørste talenter. Heriblandt bør nævnes Marc-André Fleury, Jordan Staal, Evgeni Malkin og ikke mindst Sidney Crosby der af mange eksperter regnes som sportens største talent siden Wayne Gretzky.

## Nuværende spillertrup (2020-21)
Pr. 2. marts 2021.
Målmænd
- 1  Casey DeSmith
- 35  Tristan Jarry

Backer
- 2  Chad Ruhwedel
- 3  Yannick Weber
- 4  Cody Ceci
- 50  Juuso Riikola
- 55  Zach Trotman
- 58  Kristopher Letang
- 73  Pierre-Olivier Joseph

Forwards
- 71  Evgeni Malkin- A
- 87  Sidney Crosby – C

## 'Fredede' numre
- 21 Michel Brière, C, 1969-70, ikke brugt siden hans død i 1971, men ikke officielt fredet før 5. januar, 2001.
- 66 Mario Lemieux, C, 1984-94, 1995-97 & 2000-06, nummer fredet første gang 19. november, 1997; taget i brug igen da Lemieux gjorde comeback d. 27. december, 2000; derefter fredet igen d. 5. oktober, 2006.
- 99 Wayne Gretzky, nummer fredet i hele NHL 6. februar, 2000.

## Foregående sæsoners statistik
| Sæson   | KS | S  | N  | N eft. OT | Pts | MF  | MI  | Sluttede                | Slutspil                                                 |
| 2005–06 | 82 | 22 | 46 | 14        | 58  | 244 | 316 | Nr.5, Atlantic Division | Kvalificerede sig ikke                                   |
| 2006–07 | 82 | 47 | 24 | 11        | 105 | 277 | 246 | Nr.2, Atlantic Division | Tabte i Konference Kvartfinalen, 1-4 Ottawa Senators     |
| 2007–08 | 82 | 47 | 27 | 8         | 102 | 247 | 216 | Nr.1, Atlantic Division | Tabte i Stanley Cup Finalen, 2-4 Detroit Red Wings       |
| 2008–09 | 82 | 45 | 28 | 9         | 99  | 264 | 239 | Nr.2, Atlantic Division | Stanley Cup vinder, 4-3 Detroit Red Wings                |
| 2009–10 | 82 | 47 | 28 | 7         | 101 | 257 | 237 | Nr.2, Atlantic Division | Tabte i Konference Semifinalen, 3-4 Montreal Canadiens   |
| 2010–11 | 82 | 49 | 25 | 8         | 106 | 238 | 199 | Nr.2, Atlantic Division | Tabte i Konference Kvartfinalen, 3-4 Tampa Bay Lightning |
| 2011–12 | 82 | 51 | 25 | 6         | 108 | 228 | 209 | Nr.2, Atlantic Division | Tabte i Konference Kvartfinalen, 3-4 Philadelphia Flyers |

(KS = Kampe spillet, S = Sejre, N = Nederlag, N eft. OT = Nederlag efter overtid, Pts = Point, MF = Mål for, MI = Mål imod) 